# Чемпионат СССР по хоккею с шайбой 1951/1952
Шестой чемпионат СССР по хоккею с шайбой был разыгран со 2 декабря 1951 года по 24 января 1952 года. Победителем второй раз подряд стал клуб ВВС МВО.

## Регламент чемпионата
В отличие от состава участников, схема проведения чемпионата претерпела небольшие изменения: на первом этапе команды были разбиты не на 2, а на 3 подгруппы, что позволило, не сильно увеличив время проведения турнира, провести матчи в них в 2 круга.

## Первый этап
Предварительные игры прошли со 2 по 11 декабря.

### Подгруппа А
Подгруппа А проводила встречи в Новосибирске на стадионе «Спартак». «Крылья Советов» и ЦДСА ожидаемо легко вышли в финал.
| М | Команда                 | 1       | 2       | 3       | 4       | И | В | Н | П | Ш     | О  |
| - | ----------------------- | ------- | ------- | ------- | ------- | - | - | - | - | ----- | -- |
| 1 | «Крылья Советов» Москва | -       | 4:4 6:1 | 6:2 9:2 | 6:1 6:3 | 6 | 5 | 1 | 0 | 37-13 | 11 |
| 2 | ЦДСА                    | 4:4 1:6 | -       | 6:4 7:1 | 7:0 4:1 | 6 | 4 | 1 | 1 | 29-16 | 9  |
| 3 | ДО Ленинград            | 2:6 2:9 | 4:6 1:7 | -       | 4:3 6:3 | 6 | 2 | 0 | 4 | 19-34 | 4  |
| 4 | «Спартак» Москва        | 1:6 3:6 | 0:7 1:4 | 3:4 3:6 | -       | 6 | 0 | 0 | 6 | 11-33 | 0  |

### Подгруппа Б
Подгруппа Б проводила встречи в Свердловске на стадионе «Динамо». Московское «Динамо» заняли первое место, второе заняла «Даугава», по соотношению шайб опередив свердловчан.
| М | Команда             | 1        | 2         | 3        | 4         | И | В | Н | П | Ш     | О  |
| - | ------------------- | -------- | --------- | -------- | --------- | - | - | - | - | ----- | -- |
| 1 | «Динамо» Москва     | -        | 3:0 1:2   | 9:2 13:3 | 4:0 5:2   | 6 | 5 | 0 | 1 | 35-9  | 10 |
| 2 | «Даугава» Рига      | 0:3 2:1  | -         | 0:0 2:4  | 10:0 10:1 | 6 | 3 | 1 | 2 | 24-9  | 7  |
| 3 | «Динамо» Свердловск | 2:9 3:13 | 0:0 4:2   | -        | 9:2 5:1   | 6 | 3 | 1 | 2 | 23-27 | 7  |
| 4 | «Спартак» Минск     | 0:4 2:5  | 0:10 1:10 | 2:9 1:5  | -         | 6 | 0 | 0 | 6 | 6-43  | 0  |

### Подгруппа В
Подгруппа В проводила встречи в Челябинске на стадионе «Дзержинец». Переиграв соперников с крупным счётом первое место заняла команда ВВС. Второе уверенно заняли хозяева.
| М | Команда               | 1        | 2        | 3        | 4        | И | В | Н | П | Ш     | О  |
| - | --------------------- | -------- | -------- | -------- | -------- | - | - | - | - | ----- | -- |
| 1 | ВВС МВО               | -        | 8:3 20:2 | 16:2 9:0 | 11:1 5:1 | 6 | 6 | 0 | 0 | 69-9  | 12 |
| 2 | «Дзержинец» Челябинск | 3:8 2:20 | -        | 2:2 4:1  | 3:1 5:4  | 6 | 3 | 1 | 2 | 19-36 | 7  |
| 3 | «Динамо» Ленинград    | 2:16 0:9 | 2:2 1:4  | -        | 5:1 5:6  | 6 | 1 | 1 | 4 | 15-38 | 3  |
| 4 | «Динамо» Таллин       | 1:11 1:5 | 1:3 4:5  | 1:5 6:5  | -        | 6 | 1 | 0 | 5 | 14-34 | 2  |

## Второй этап

### За 1-6 места
Финальный турнир прошёл с 18 декабря по 24 января в Москве на стадионе «Динамо». Два явных лидера набрали одинаковое количество очков и, согласно регламенту турнира, сыграли дополнительный матч, в котором сильнее оказались лётчики.
| М | Команда                 | 1        | 2       | 3        | 4        | 5       | 6        | И  | В | Н | П | Ш     | О  |
| - | ----------------------- | -------- | ------- | -------- | -------- | ------- | -------- | -- | - | - | - | ----- | -- |
| 1 | ЦДСА                    | -        | 3:1 2:3 | 3:2 7:1  | 5:2 3:0  | 4:0 7:2 | 11:1 9:0 | 10 | 9 | 0 | 1 | 54-12 | 18 |
| 2 | ВВС МВО                 | 1:3 3:2  | -       | 5:1 5:2  | 6:4 6:3  | 5:2 6:0 | 7:0 9:1  | 10 | 9 | 0 | 1 | 53-18 | 18 |
|   | «Динамо» Москва         | 2:3 1:7  | 1:5 2:5 | -        | 2:1 2:2  | 4:1 5:2 | 10:1 8:2 | 10 | 5 | 1 | 4 | 37-29 | 11 |
| 4 | «Крылья Советов» Москва | 2:5 0:3  | 4:6 3:6 | 1:2 2:2  | -        | 7:1 5:3 | 10:2 6:1 | 10 | 4 | 1 | 5 | 40-31 | 9  |
| 5 | «Даугава» Рига          | 0:4 2:7  | 2:5 0:6 | 1:4 2:5  | 1:7 3:5  | -       | 5:3 3:5  | 10 | 1 | 0 | 9 | 19-51 | 2  |
| 6 | «Дзержинец» Челябинск   | 1:11 0:9 | 0:7 1:9 | 1:10 2:8 | 2:10 1:6 | 3:5 5:3 | -        | 10 | 1 | 0 | 9 | 16-78 | 2  |

#### Дополнительный матч за звание чемпиона
| 24 января 1952 года | ВВС МВО | 3:2 (2:0, 1:1, 0:1) | ЦДСА | «Динамо», Москва |

| Отчёт                                               | Отчёт               | Отчёт                  | Отчёт           | Отчёт |
| --------------------------------------------------- | ------------------- | ---------------------- | --------------- | ----- |
|                                                     |                     |                        |                 |       |
|                                                     | Григорий Мкртычан   | Вратари                | Борис Афанасьев |       |
|                                                     | Голы:               |                        |                 |       |
| В.Бобров 2' В.Бобров (В.Шувалов) П.Котов (Р.Леонов) | 1:0 2:0 2:1 3:1 3:2 | М.Гащенков Н.Сологубов |                 |       |
|                                                     |                     |                        |                 |       |
|                                                     |                     |                        |                 |       |
|                                                     |                     |                        |                 |       |
|                                                     |                     |                        |                 |       |
|                                                     |                     |                        |                 |       |

### За 7-12 места
Утешительный турнир прошёл с 16 по 25 декабря в Молотове. Свердловчане и московский «Спартак» (несмотря на первую строчку в таблице) вновь должны были играть переходные матчи. Минский «Спартак» повторил своё «достижение» – ноль набранных очков.
| М  | Команда             | 7    | 8   | 9   | 10  | 11  | 12   | И | В | Н | П | Ш     | О |
| -- | ------------------- | ---- | --- | --- | --- | --- | ---- | - | - | - | - | ----- | - |
| 7  | «Спартак» Москва    | -    | 4:0 | 5:3 | 3:4 | 4:2 | 11:2 | 5 | 4 | 0 | 1 | 27-11 | 8 |
| 8  | ДО Ленинград        | 0:4  | -   | 4:2 | 3:1 | 3:2 | 3:2  | 5 | 4 | 0 | 1 | 13-11 | 8 |
| 9  | «Динамо» Ленинград  | 3:5  | 2:4 | -   | 4:2 | 7:4 | 6:0  | 5 | 3 | 0 | 2 | 22-15 | 6 |
| 10 | «Динамо» Таллин     | 4:3  | 1:3 | 2:4 | -   | 4:5 | 5:3  | 5 | 2 | 0 | 3 | 16-18 | 4 |
| 11 | «Динамо» Свердловск | 2:4  | 2:3 | 4:7 | 5:4 | -   | 4:3  | 5 | 2 | 0 | 3 | 17-21 | 4 |
| 12 | «Спартак» Минск     | 2:11 | 2:3 | 0:6 | 3:5 | 3:4 | -    | 5 | 0 | 0 | 5 | 10-29 | 0 |

## Переходные матчи
Из участников чемпионата только представитель РСФСР не смог отстоять право играть в первенстве СССР, но из-за изменения регламента проведения чемпионата его допустили к участию в следующем сезоне.
Москва
«Спартак» Москва – «Локомотив» Москва – 9:5, 8:3
РСФСР
«Химик» Электросталь – «Динамо» Свердловск – 1:5, 3:2, 3:2
ЛССР
«Даугава» Рига – «Динамо» Рига – 20:0, 8:0
ЭССР
«Динамо» Таллин – ? – ?
БССР
«Спартак» Минск – ? – ?

## Лучшие бомбардиры
1. Всеволод Бобров (ВВС МВО) — 37 шайб
2. Виктор Шувалов (ВВС МВО) — 31 шайба
3. Алексей Гурышев («Крылья Советов») — 21 шайба
4. Александр Комаров (ЦДСА) — 21 шайба
5. Элмар Баурис («Даугава») — 17 шайб

## Факты чемпионата

### Переходы
- ВВС усилился игроком «Крыльев Советов» Пантюховым
- в ЦДСА перешёл Александр Черепанов из свердловского «Динамо»
- Беляй Бекяшев перейдя из ЦДСА в ДО Ленинград стал играющим тренером

### Результаты матчей
Самые крупные счета были зафиксированы в матчах ВВС с «Дзержинцом» – 20-2 и ленинградским «Динамо» – 16-2. Эти же матчи стали самыми результативными. Наименее результативным стал матч между «Даугавой» и свердловским «Динамо» – команды не забросили ни одной шайбы.

### Переименования
Команда ЦДКА (Центральный дом Красной Армии) спустя 5 лет после переименования армии СССР сменила название на ЦДСА (Центральный дом Советской Армии).